# Alberto Frederico, Duque da Prússia
Alberto Frederico (Königsberg, 7 de maio de 1553 – Fischhausen, 28 de agosto de 1618) foi o Duque da Prússia de 1568 até sua morte. Era filho de Alberto, Duque da Prússia, e Ana Maria de Brunsvique-Luneburgo.

## Duque da Prússia
Alberto tornou-se duque da Prússia depois de prestar homenagem feudal ao rei Sigismundo II da Polónia, visto que a Prússia era um território polaco, a 19 de julho de 1569 em Lublin. O cronista polaco Jan Kochanowski descreveu a homenagem do seu trabalho "Proporzec". Durante a eleição polaca de 1573, Alberto Frederico tentou conquistar a aceitação do senado polaco, mas tinha como opositor o poderoso Jan Zamoyski, que temia que a influência protestante no corpo legislativo da Polónia. No início, Alberto recusou-se a reconhecer a nomeação de Estêvão Báthory, preferindo apoiar a candidatura de Maximiliano de Habsburgo. Contudo, no sejm de Toruń em outubro de 1576, passou a apoiar o novo monarca.
Sendo bisneto do grande rei polaco Casimiro IV Jagiellon, e duque da Prússia, Alberto falava polaco fluentemente e chegou a ser considerado candidato ao trono polaco, tendo como principais apoiantes os luteranos da Polónia.
Em 1572, Alberto começou a dar os primeiros sinais de um distúrbio mental. No início de 1578, o ducado passou a ser regido pelo seu primo, o marquês Jorge Frederico de Brandemburgo-Kulmbach. Após a morte do primo em 1605, o rei Sigismundo III da Polónia nomeou o príncipe-eleitor Joaquim III Frederico de Brandemburgo regente que, em 1608, foi sucedido pelo seu filho João Segismundo que se tornou oficialmente duque da Prússia após a morte de Alberto em 1618.

## Casamento
Alberto Frederico casou-se em 1573 com a princesa Maria Leonor de Cleves, filha do duque Guilherme de Jülich-Cleves-Berg e da arquiduquesa Maria da Áustria. Maria era filha do sacro-imperador Fernando I e da princesa Ana da Boémia e da Hungria.

## Descendência
Alberto e Maria tiveram sete filhos:
1. Ana da Prússia (3 de julho de 1576 – 30 de agosto de 1625), casada com o príncipe-eleitor João Segismundo de Brandemburgo; com descendência.
2. Maria da Prússia (23 de janeiro de 1579 – 21 de fevereiro de 1649), casada com o marquês Cristiano de Brandemburgo-Bayreuth; com descendência.
3. Alberto Frederico da Prússia (1 de junho - 8 de outubro de 1580), morreu aos quatro meses de idade.
4. Sofia da Prússia (31 de março de 1582 – 4 de dezembro de 1610), casada com Guilherme Kettler, duque da Curlândia; com descendência.
5. Leonor da Prússia (22 de agosto de 1583 - 31 de março/9 de abril de 1607), casada com o príncipe-eleitor Joaquim III Frederico de Brandemburgo; com descendência.
6. Guilherme da Prússia (23 de junho de 1585 – 18 de janeiro de 1586), morreu aos seis meses de idade.
7. Madalena Sibila da Prússia (31 de dezembro de 1586 – 22 de fevereiro de 1659), casada com o príncipe-eleitor João Jorge I da Saxónia; com descendência.

## Genealogia
| Alberto Frederico da Prússia | Pai: Alberto da Prússia              | Avô paterno: Frederico I de Brandemburgo-Ansbach | Bisavô paterno: Alberto III Aquiles de Brandemburgo |
| Alberto Frederico da Prússia | Pai: Alberto da Prússia              | Avô paterno: Frederico I de Brandemburgo-Ansbach | Bisavó paterna: Ana da Saxónia                      |
| Alberto Frederico da Prússia | Pai: Alberto da Prússia              | Avó paterna: Sofia da Polónia                    | Bisavô paterno: Casimiro IV da Polônia              |
| Alberto Frederico da Prússia | Pai: Alberto da Prússia              | Avó paterna: Sofia da Polónia                    | Bisavó paterna: Isabel da Áustria                   |
| Alberto Frederico da Prússia | Mãe: Ana Maria de Brunswick-Lüneburg | Avô materno: Érico I de Brunswick-Lüneburg       | Bisavô materno: Guilherme IV de Brunswick-Lüneburg  |
| Alberto Frederico da Prússia | Mãe: Ana Maria de Brunswick-Lüneburg | Avô materno: Érico I de Brunswick-Lüneburg       | Bisavó materna: Isabel de Stolberg-Wernigerode      |
| Alberto Frederico da Prússia | Mãe: Ana Maria de Brunswick-Lüneburg | Avó materna: Isabel de Brandemburgo              | Bisavô materno: Joaquim I Nestor de Brandemburgo    |
| Alberto Frederico da Prússia | Mãe: Ana Maria de Brunswick-Lüneburg | Avó materna: Isabel de Brandemburgo              | Bisavó materna: Isabel da Dinamarca                 |